# Dominic Chappell

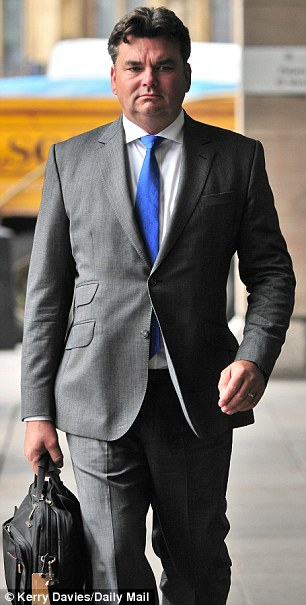
Dominic Chappell 2016

Dominic Joseph Andrew Chappell (* 28. November 1966 in Sunbury-on-Thames) ist ein ehemaliger britischer Unternehmer und Autorennfahrer.

## Unternehmer
Dominic Chappell wurde im Vereinigten Königreich als Unternehmer bekannt, der innerhalb weniger Jahre dreimal Insolvenz anmelden musste. Er war als Immobilien-Investor tätig und war Eigentümer mehrerer Unternehmen der Branche. Eines seiner Objekte war die Island Harbour Marina auf der Isle of Wight, wo es nicht gelang, hochpreisige Zweitwohnsitze zu verkaufen. Als Geschäftsführer und Eigentümer von British Home Stores, einer britischen Kaufhauskette für Bekleidung und Haushaltswaren, geriet er mit dem Gesetz in Konflikt. Nur ein Jahr nach der Übernahme durch Chappell ging das Unternehmen in Insolvenz. Zu diesem Zweipunkt hatte British Home Stores 237 Niederlassungen, 11.000 Mitarbeiter und weitere 20.000 Personen mit einem Pensionsanspruch. Der britische Pension Protection Fund musste einspringen und für die Mitarbeiter und Pensionisten 571 Millionen Pfund Sterling bereitstellen.
Im Zuge der gerichtlichen Aufarbeitung wurden hohe Honorarzahlungen an Chappell und seine Vorstandskollegen bekannt. Außerdem hatte er in den 13 Monaten seiner Tätigkeit 4,1 Millionen Pfund Sterling privat entnommen. Als im September 2016, Swiss Rock plc., ein weiteres Chappell-Unternehmen mit knapp 500.000 Millionen Pfund Sterling Steuerschuld in Insolvenz ging, wurde ihm der Prozess gemacht. Ein Gericht verurteilte ihn im November 2020 zu sechs Jahren Haft und einer Steuernachzahlung von 584.000 Pfund Sterling. Dazu kam die Auflage, 10 Jahre kein Unternehmen besitzen und leiten zu dürfen. Nachdem er die Hälfte der Strafe verbüßt hatte, entließ ihn die Behörde im November 2023 aus dem Gefängnis, nahm ihn jedoch vier Monate später erneut in Haft. Gegen die gerichtlichen Auflagen verstoßend, hatte er versucht gemeinsam mit dem britischen Fernsehkoch Marco Pierre White und seinem Sohn drei Restaurants zu eröffnen. Im Juni 2024 verurteilte ihn ein Richter am High Court of Justice zur Zahlung von 50 Millionen Pfund Sterling, weil er aus der Sicht des Gerichts „British Home Stores ausgeplündert habe, wann immer es möglich war“.

## Karriere als Rennfahrer
Dominic Chappell war zwischen 1986 und 1999 unregelmäßig als Amateurrennfahrer aktiv. Er startete in der Formel Ford und der Formel 3 und erreichte 1990 den zweiten Endrang in der nationalen Klasse der britischen Formel-3-Meisterschaft. Sein größter Erfolg war 1994 der dritte Rang hinter José Luis Di Palma und Phil Andrews in der britischen Formel-2-Meisterschaft.
Dreimal bestritt er das 24-Stunden-Rennen von Le Mans. Eine Platzierung im Schlussklassement gelang ihm nicht.

## Statistik

### Le-Mans-Ergebnisse
| Jahr | Team                    | Fahrzeug              | Teamkollege        | Teamkollege   | Platzierung     | Ausfallgrund    |
| ---- | ----------------------- | --------------------- | ------------------ | ------------- | --------------- | --------------- |
| 1984 | A.D.A. Engineering Ltd. | De Tomaso Pantera 200 | Jonathan Baker     | Phil Andrews  | nicht klassiert |                 |
| 1995 | Lister Cars Ltd.        | Lister Storm GTS      | Geoff Lees         | Rupert Keegan | Ausfall         | Getriebeschaden |
| 1996 | Roock Racing Team       | Porsche 911 GT2       | Jean-Pierre Jarier | Jesús Pareja  | Ausfall         | Motorschaden    |